# Parafia Niepokalanego Poczęcia Najświętszej Maryi Panny w Dretyniu
Parafia pw. Niepokalanego Poczęcia Najświętszej Maryi Panny w Dretyniu – parafia należąca do dekanatu Miastko, diecezji koszalińsko-kołobrzeskiej, metropolii szczecińsko-kamieńskiej. Została utworzona 8 listopada 1985. Siedziba parafii mieści się pod numerem 27a.

## Miejsca kultu
- kościół pw. Niepokalanego Poczęcia Najświętszej Maryi Panny w Dretyniu – kościół parafialny zbudowany w 1984 roku i poświęcony w tym samym roku.
- kościoły filialne i kaplice:
  - kościół pw. Macierzyństwa Najświętszej Maryi Panny w Trzcinnie
  - punkt odprawiania mszy św. w Bożance
  - punkt odprawiania mszy św. w Okuninie